# Oliver Held (Filmemacher)

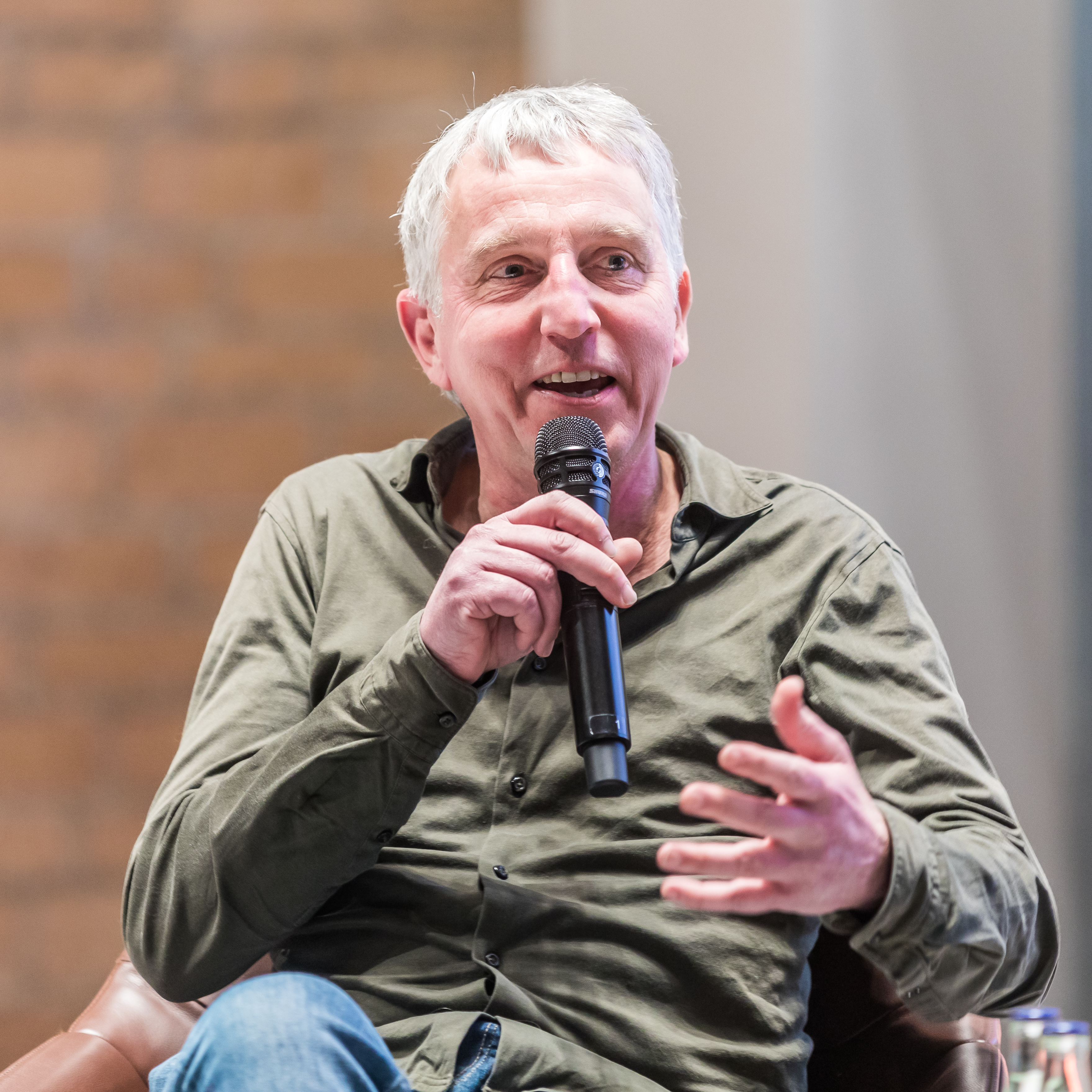
Oliver Held, 2025

Oliver Held (* 1970 in Aachen) ist ein deutscher Filmeditor, Filmemacher und Künstler.

## Leben und Wirken
Oliver Held studierte von 1991 bis 1995 Freie Kunst an der Kunstakademie Münster. Neben seinem Studium war Oliver Held als Videokameramann, Regisseur und Editor tätig, und begann 1994 Schnitt und Filmgestaltung an den Filmwerkstätten Essen und Münster sowie an der Kunstakademie Münster zu unterrichten. Von 1999 bis 2001 absolvierte er dann ein Aufbaustudium mit dem Schwerpunkt Film/Fernsehen an der Kunsthochschule für Medien Köln. Der mehrfach national und international ausgezeichnete kurze Experimentalfilm Spring war sein Abschlussfilm an der Kunsthochschule für Medien Köln. Des Weiteren trat Oliver Held vor und während seines Studiums weltweit mit mehreren Ausstellungen, unter anderem mit eigenen Videoinstallationen, in die Öffentlichkeit.
Held arbeitet als freischaffender Editor für den Bereich Film und Fernsehen und trat daneben 2016 eine Professur an der Hochschule Macromedia an, wo er in den Bereichen Postproduktion und Regie doziert.
Oliver Held lebt in Köln.

## Filmografie (Auswahl)
- 2002: Spring (Kurzfilm), (Drehbuch, Regie und Schnitt)
- 2003: Der brave Mann denkt an sich selbst zuletzt (Kurzfilm), (Buch und Regie)
- 2003: Solo Ultra (Dokumentarfilm), (Schnitt)
- 2009: Wüstenglück  (Fernsehreportage), (Schnitt)
- 2009: Oliviero Toscani – Bilderwut (Fernsehreportage), (Schnitt)
- 2010: Heinz Emigholz – Die gezeichnete Welt (Fernsehdokumentation), (Schnitt)
- 2012: Allah in Ehrenfeld (Dokumentarfilm), (Schnitt)
- 2015: Was bin ich wert? (Dokumentarfilm), (Co-Regie und Schnitt)
- 2017: Felicitas Hoppe sagt (Dokumentarfilm), (Regie, Kamera und Schnitt)
- 2020: Haldern Pop – Dorf mit Festival (Dokumentarfilm), (Schnitt)
- 2022: Diamante & mein Bruder (Dokumentarfilm), (Schnitt)
- 2022: Samstagmittag, 12 Uhr (Dokumentarfilm), (Kamera und Schnitt)

## Ausstellungen
- 1994: Gruppenausstellung Die anderen 10. Neuer Aachener Kunstverein. Aachen
- 2000: Einzelausstellung Bilder wie Big Macs. Ausstellungshalle am Hawerkamp. Münster
- 2000: Gruppenausstellung Schnitt 2000. Kunstverein für die Rheinlande und Westfalen. Düsseldorf
- 2001: Einzelausstellung meanwhile-1. Fuhrwerkswage. Köln
- 2006: Gruppenausstellung Think digital. K4. Saarbrücken
- 2007: Einzelausstellung frameworks. I-space. Chicago
- 2008: Gruppenausstellung Mirror Mirror. Circus Gallery. Los Angeles
- 2008: Einzelausstellung denoiser. artothek Köln
- 2012: Gruppenausstellung Bilder gegen die Dunkelheit. Videokunst aus dem Archiv des imai im KIT, Kunst im Tunnel, Düsseldorf

## Auszeichnungen
- 1998: Geißendörfer Preis auf den Thüringer Filmtagen in Gera
- 2002: Gewinner des Jurypreises Children's Jury Award für Spring auf dem US-amerikanischen Filmfestival Chicago International Children's Film Festival
- 2002: 2. Preis auf dem Back Up Festival Weimar
- 2002: 2. Preis auf dem int. Kurzfilmfestival Berlin
- 2003: Dritter Platz beim Jurypreis für Spring auf dem Landshuter Kurzfilmfestival
- 2004: Gewinner des Preises der deutschen Filmkritik in der Kategorie Bester Experimentalfilm für Spring